# 世界でいちばん不運で幸せな私
『世界でいちばん不運で幸せな私』（原題: Jeux D'enfants）は2003年に公開されたフランス映画。母国で140万人を動員する大ヒットを記録し、日本では2004年に公開された。

## ストーリー
母親が重い病にかかっているジュリアンと、ポーランド移民でいじめられっ子のソフィーは二人だけのゲームを始める。相手に条件を出し、出された条件には絶対にのらなくてはいけないゲーム。校長の前でお漏らしをしたり、ソフィーの姉の結婚式を台無しにしたり、ジュリアンが母親から貰った大切な缶を賭けて二人のゲームは大人になるまで続く。大人になり、二人の友情は愛情に変わるが、ゲームのせいでお互いの本当の気持ちだけは伝えられないままでいた。

## キャスト
※括弧内は日本語吹替
- ジュリアン - ギヨーム・カネ（加瀬康之）
- ソフィー - マリオン・コティヤール（湯屋敦子）
- ジュリアン（8歳） - チボー・ヴェルアーゲ（宮里駿）
- ソフィー（8歳） - ジョゼフィーヌ・ルバ＝ジョリー（三村ゆうな）
- ジュリアンの母親 - エマニュエル・グリュンヴォルド（唐沢潤）
- ジュリアンの父親 - ジェラール・ワトキンス（諸角憲一）
- セルゲイ - ジル・ルルーシュ
- ソフィーの姉 - ジュリア・フォール
- クリステル - レティシア・ヴェネチア
- オーレリー - エロディー・ナヴァール

日本語吹替その他：斎藤恵理、花田光、小島敏彦、吉沢希梨、石井隆夫、水落幸子、伊丸岡篤、平田絵里子、富坂晶
日本語版制作スタッフ 演出：簑浦良平、翻訳：丸山垂穂、調整：菊池悟史、プロデュース：吉原豊／岡田佐和子、制作：ACクリエイト

## スタッフ
- 監督 - ヤン・サミュエル
- プロデューサー - クリストフ・ロシニョン
- 音楽 - フィリップ・ロンビ